# Cha 110913-773444
Cha 110913-773444 (spesso abbreviato in Cha 110913) è un oggetto astronomico, situato nella costellazione del Camaleonte, che pare essere circondato da un disco protoplanetario. Gli scienziati sono indecisi sull'opportunità di classificare l'oggetto come una sub-nana bruna (una stella mancata, con pianeti al seguito) oppure come un pianeta interstellare (circondato da satelliti). È persino più piccolo di OTS 44, considerato sino alla sua scoperta la più piccola nana bruna conosciuta.
Cha 110913-773444 è stato scoperto da Kevin Luhman ed altri astronomi alla Pennsylvania State University mediante l'uso congiunto del Telescopio Spaziale Spitzer, del Telescopio Spaziale Hubble e di altri telescopi a terra in Cile.